# Бекмурзино
Бекму́рзино (рос. Бекмурзино, башк. Бикмырҙа) — село у складі Бірського району Башкортостану, Росія. Входить до складу Старопетровської сільської ради.
Населення — 391 особа (2010; 389 у 2002).
Національний склад:
- марійці — 94 %